# ناغندرا ناث جها
ناغيندرا ناث جها (5 يناير 1935 – 15 يونيو 2020) كان دبلوماسيًا هنديًا.
وُلِد جها في 5 يناير 1935. بعد تخرجه من جامعة دلهي وجامعة كامبريدج، انضم إلى الخدمة الخارجية الهندية سنة 1957، وخدم سفيرًا للهند في أيرلندا (1977–1979)، وفي تركيا (1979–1981)، وفي الكويت (1984–1989)، وفي يوغوسلافيا (1989–1990)، وفي سريلانكا (1990–1993). وبعد تقاعده تولى منصب حاكم جزر أندمان ونيكوبار (2001–2004) وحاكم بونديشيري (2004).

## وصلات خارجية
- https://archive.today/20130111161543/http://www.exploreandaman.in/about-andamans.html

| مناصب حكومية            | مناصب حكومية                       | مناصب حكومية              |
| ----------------------- | ---------------------------------- | ------------------------- |
| سبقه إشوري براساد غوبتا | حاكم جزر أندمان ونيكوبار 2001–2004 | تبعه رامشاندرا "رام" كابس |